# Lawmen - La storia di Bass Reeves
Lawmen - La storia di Bass Reeves (Lawmen: Bass Reeves) è una miniserie televisiva statunitense ideata da Chad Feehan e diretta da Christina Alexandra Voros e Damian Marcano. Basata sui primi due libri della The Bass Reeves Trilogy di Sidney Thompson, ha debuttato il 5 novembre 2023 su Paramount+. Segue la vita del primo Deputy Marshal nero a ovest del fiume Mississippi, Bass Reeves interpretato da David Oyelowo.

## Puntate
| nº | Titolo originale | Titolo italiano | Pubblicazione    |
| -- | ---------------- | --------------- | ---------------- |
| 1  | Part I           | Parte I         | 5 novembre 2023  |
| 2  | Part II          | Parte II        | 5 novembre 2023  |
| 3  | Part III         | Parte III       | 12 novembre 2023 |
| 4  | Part IV          | Parte IV        | 19 novembre 2023 |
| 5  | Part V           | Parte V         | 26 novembre 2023 |
| 6  | Part VI          | Parte VI        | 3 dicembre 2023  |
| 7  | Part VII         | Parte VII       | 10 dicembre 2023 |
| 8  | Part VIII        | Parte VIII      | 17 dicembre 2023 |

## Personaggi e interpreti

### Principali
- Bass Reeves, interpretato da David Oyelowo, doppiato da Fabrizio Vidale.
Agente federale del territorio indiano residente a Fort Smith, che ha catturato oltre 3 000 dei criminali più pericolosi senza mai essere ferito.
- Jennie Reeves, interpretata da Lauren E. Banks, doppiata da Chiara Gioncardi.
Moglie di Bass.
- Sally Reeves, interpretata da Demi Singleton, doppiata da Chiara Fabiano.
Figlia adolescente di Bass e Jennie.
- Billy Crow, interpretato da Forrest Goodluck, doppiato da Federico Bebi.
Giovane uomo Cherokee con un'affinità per i negozi di libri a basso prezzo e lo stile pacchiano.
- Esau Pierce, interpretato da Barry Pepper, doppiato da Alberto Bognanni.
Comandante del primo Reggimento Fucilieri a Cavallo Cherokee.
- Sherrill Lynn, interpretato da Dennis Quaid, doppiato da Massimo Rossi.
Deputy Marshal.
- Edwin Jones, interpretato da Grantham Coleman, doppiato da Simone Crisari.
Uomo estremamente persuasivo.
- Isaac Charles Parker, interpretato da Donald Sutherland, doppiato da Stefano De Sando.
Giudice pomposo e autoritario nel palazzo di giustizia di Fort Smith, spesso chiamato "Hanging Judge" Parker.

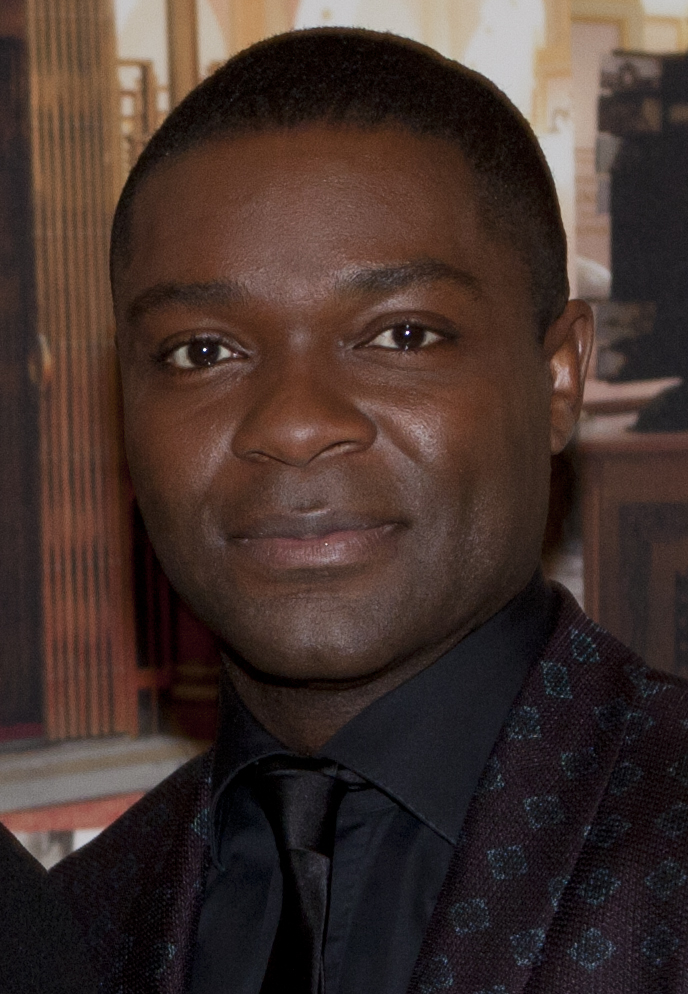
David Oyelowo
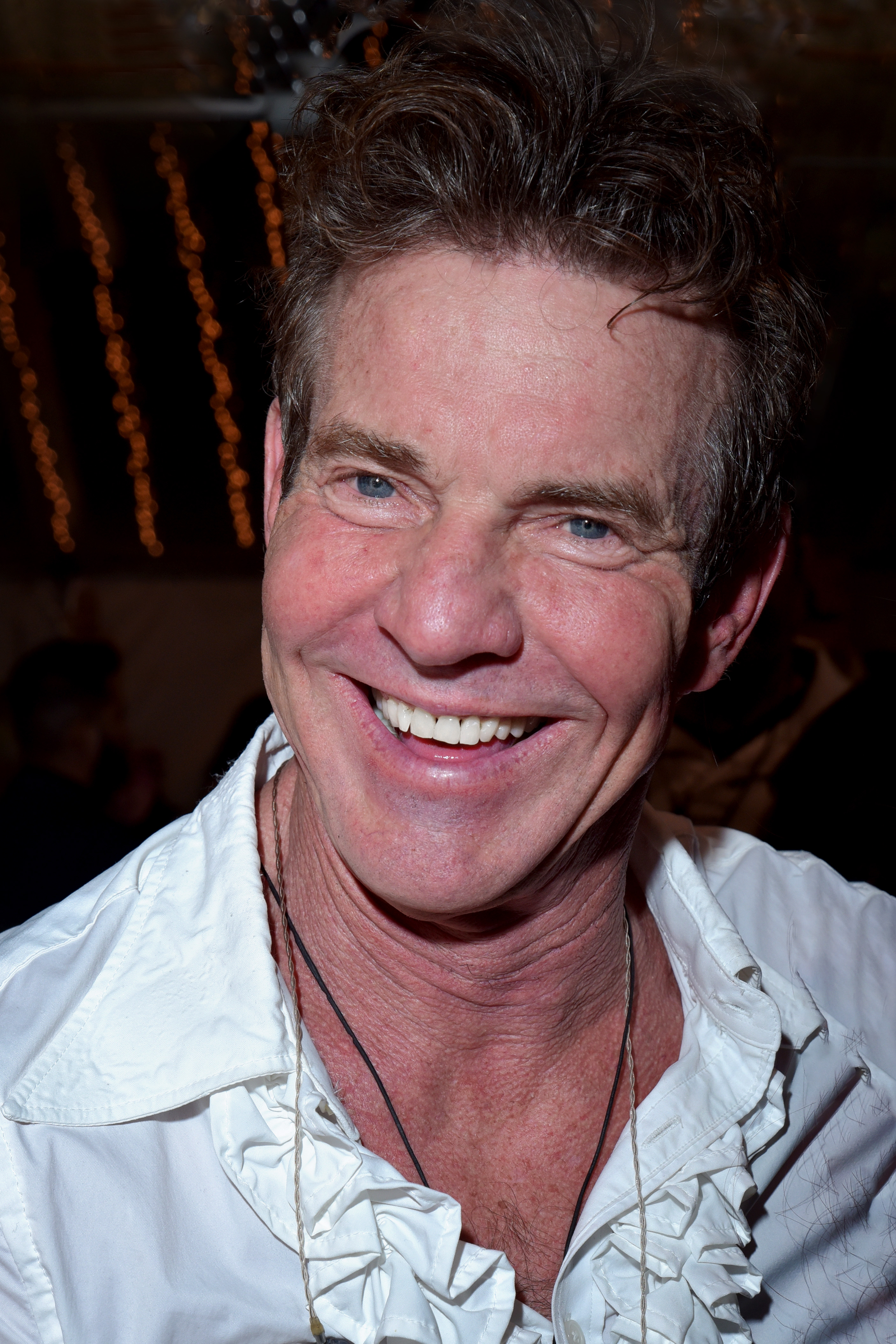
Dennis Quaid
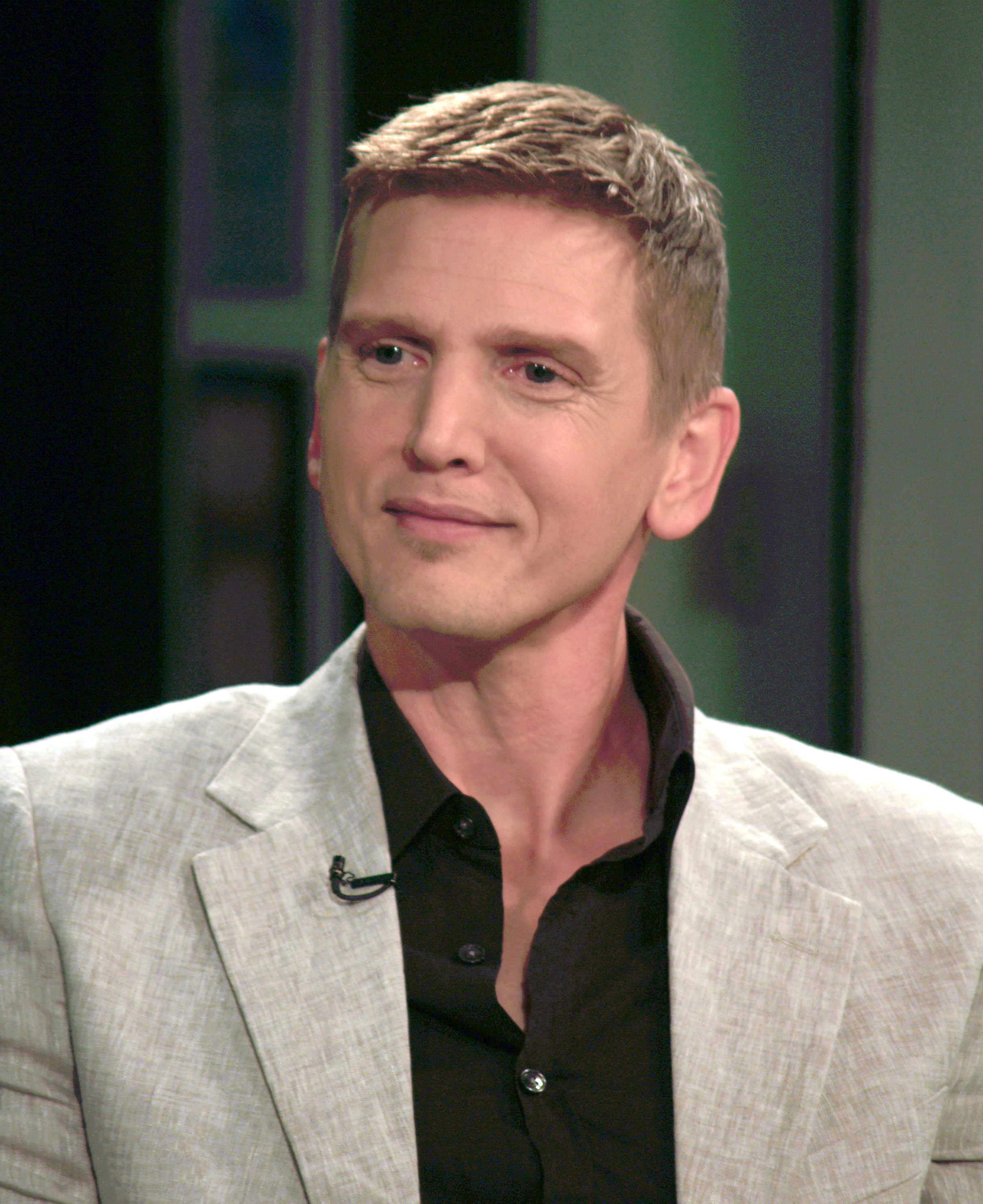
Barry Pepper
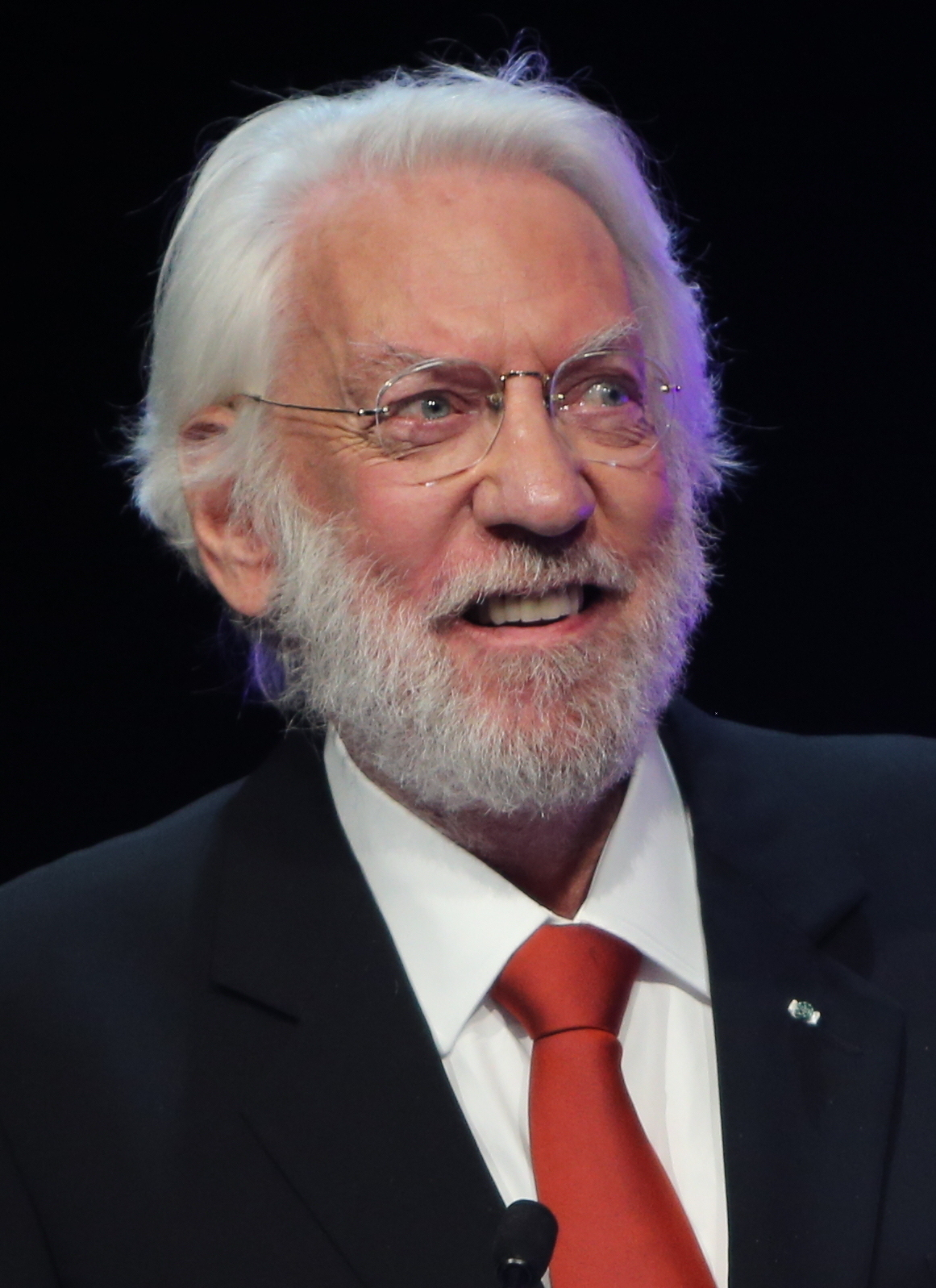
Donald Sutherland

### Ricorrenti
- Esme, interpretata da Joaquina Kalukango, doppiata da Emanuela Damasio.
Ex schiava e amica dei Reeves.
- Arthur Mayberry, interpretato da Lonnie Chavis, doppiato da Mattia Fabiano.
Interesse amoroso di Sally.
- Ramsey, interpretato da Rob Morgan, doppiato da Carlo Valli.
Uno dei prigionieri di Bass.
- Wylie Dolliver, interpretato da Chris Coy, doppiato da Andrea Lavagnino.
Fratello di Darrell, arrestato da Bass dopo una lite col fratello.
- Darrell Dolliver, interpretato da Ryan O'Nan, doppiato da Francesco Venditti.
Fratello di Wylie, arrestato da Bass dopo una lite col fratello.
- Calista, interpretata da Blu Hunt, doppiata da Ludovica Bebi.
Prostituta di cui Billy è attratto.
- Jackson "Jackrabbit" Cole, interpretato da Tosin Morohunfola, doppiato da Paolo Vivio.
Arrestato per l'omicidio di un candidato politico e il furto di cavalli che Bass accompagna alla prigione di Red River.

### Guest
- George Reeves, interpretato da Shea Whigham, doppiato da Antonio Palumbo.
Colonnello e sceriffo del Texas, congedato dal generale Van Dorn, che tiene in schiavitù Bass.
- Rachel Reeves, interpretata da Jessica Oyelowo.
Moglie di George.
- Earl Van Dorn, interpretato da David Lee Smith.
Generale nella battaglia di Pea Ridge.
- Sara Jumper, interpretata da Margot Bingham, doppiata da Perla Liberatori.
Donna Seminole che aiuta Bass.
- Nita, interpretata da Crystle Lightning.
- Garrett Montgomery, interpretato da Garrett Hedlund, doppiato da Stefano Brusa.
Uomo dello sceriffo che Bass assume per la sua conoscenza e la sua competenza della zona.
- Mabel Underwood, interpretata da Paula Malcomson, doppiata da Antonella Baldini.
Donna fuorilegge della banda Underwood.
- Vedova Dolliver, interpretata da Dale Dickey, doppiata da Barbara Castracane.
Madre che vive isolata con i figli Wylie e Darrell.
- Minco Dodge, interpretato da Mo Brings Plenty, doppiato da Pierluigi Astore.
Socio di Bass.
- Silas Cobb, interpretato da Anthony Traina.
Beone, adultero e ladro catturato da Bass.
- Grace Cobb, interpretata da Precious Perez, doppiata da Giulia Catania.
Moglie non vedente di Silas.
- Ike Rogers, interpretato da Justin Hurtt-Dunkley.
Deputy Marshal.
- Xiomara Cervantes, interpretata da Maritza Guerrero.
Donna che ospita Bass, Billy e Jackson nella propria casa durante una tempesta.
- Braxton Sawyer, interpretato da Brian Van Holt.
Texas ranger.
- Moody O'Neil, interpretata da Tina Lifford.
Anziana afroamericana accusata di omicidio e liberata da Willy dopo essere stata catturata.
- Willy Leach, interpretato da Ivan Mbakop.
Cuoco assunto da Billy che, in seguito alla scarcerazione di Moody, viene ucciso da Bass.

## Produzione

### Sviluppo
Nel settembre 2021 è stato annunciato che Taylor Sheridan stava sviluppando una miniserie televisiva basata su Bass Reeves, con David Oyelowo nel ruolo di protagonista. Nel maggio 2022, la miniserie era prevista su Paramount+, inizialmente intitolata 1883: The Bass Reeves Story, era descritta come uno spin-off di 1883, a sua volta prequel di Yellowstone. Nell'ottobre 2023 Chad Feehan ha rivelato che la miniserie è un progetto indipendente in quanto la storia si conclude prima di 1883. La miniserie è tratta dai primi due libri della The Bass Reeves Trilogy di Sidney Thompson: Follow the Angels, Follow the Doves e Hell on the Border.

### Casting
Dennis Quaid è entrato nel cast nel gennaio 2023. Forrest Goodluck, Lauren E. Banks, Barry Pepper con Grantham Coleman e Demi Singleton si sono uniti nei mesi seguenti. Nell'aprile 2023 la miniserie è stata rinominata Lawmen - La storia di Bass Reeves al fine di ampliarla per rappresentare altri uomini di legge di rilievo, con Donald Sutherland, Garrett Hedlund, Joaquina Kalukango, Lonnie Chavis, Rob Morgan, Ryan O’Nan, Justin Hurtt-Dunkley e Shea Whigham scritturati in ruoli ricorrenti.

### Riprese
La lavorazione della miniserie sarebbero dovute incominciare a Fort Worth nell'ottobre 2022. Nel gennaio 2023, Quaid aveva dichiarato di aver iniziato a girare. Le riprese sono terminate all'inizio del giugno seguente.

## Distribuzione
La miniserie è stata pubblicata dal 5 novembre al 17 dicembre 2023 su Paramount+.

## Accoglienza

### Critica
La miniserie ha ricevuto recensioni positive dalla critica. Rotten Tomatoes riporta l'81% delle recensioni professionali positive, con un voto medio di 6,60 su 10 basato su 26 critiche. Il consenso critico del sito web indica: «Con David Oyelowo che entra abilmente nelle staffe di Bass Reeves, questo procedurale realistico è lento ad attrarre ma colpisce nel segno lo stesso.» Metacritic, invece, ha assegnato un punteggio di 65 su 100 basato su 16 recensioni, indicando "recensioni generalmente favorevoli".

## Riconoscimenti
- 2024 – Golden Globe[19]
  - Candidatura al miglior attore in una miniserie, serie antologica o film TV a David Oyelowo
- 2024 – Critics' Choice Awards[20]
  - Candidatura al miglior attore in una miniserie o film per la televisione a David Oyelowo
- 2024 – Screen Actors Guild Award[21]
  - Candidatura al migliore attore in una miniserie o film per la televisione a David Oyelowo
- 2024 – Astra TV Awards[22]
  - Candidatura al miglior attore in una miniserie o film TV a David Oyelowo
- 2024 – Premio Emmy[23]
  - Candidatura al miglior componimento musicale per una miniserie, serie antologica o film per l'episodio Parte I